# Mooji
Mooji, též Múdži, vlastním jménem Anthony Paul Moo-Young (*29. ledna 1954, Port Antonio, Jamajka) je duchovní učitel (guru), propagátor advaity a spirituálních lekcí (satsangů), vycházejících z meditační techniky átmavičára. Jeho učitelem byl H. W. L. Poonja, zastánce neduality a učení Ramana Maharšiho.

## Život
Mooji se narodil a vyrůstal s otcem v Port Antoniu na Jamajce, na dlouhou dobu odloučen od matky. V mládí se zajímal především o sport a muziku. Jeho matka Euphemia Hamiltonová žila v Londýně, kde též jako dítě vyrůstala. Když v roce 1969 zemřel jeho otec, Mooji ve věku 15 let emigroval za svou matkou do Londýna. Nejprve se živil jako pouliční portrétista a postupně si jako samouk osvojil různé umělecké techniky (malbu na sklo, keramiku, sochařství). O několik let později vyučoval umění na Brixton College. Ve světě umění byl znám jako Tony Moo. Po setkání s křesťanskou mystikou nastal výrazný posun v jeho duchovním uvědomění a prohlubovala se i jeho víra. Opustil zaměstnání a šest následujících let žil jednoduchým způsobem života, věnoval se meditacím v přírodě a hledání vnitřního klidu.
Důležitým bodem pro jeho další směřování byla návštěva Indie v roce 1993, kdy se v Lakhnaú setkal s H. W. L. Poonjou, zvaným Papaji (Papadži). Ten se stal na několik měsíců jeho duchovním učitelem a pod jeho vedením byl Mooji, podle svých slov, schopen vidět všudypřítomný zdroj a pravdu o existenci. Později, když jeho mistr v roce 1999 zemřel, začal Mooji pořádat po celém světě (Španělsko, Itálie, Německo, Švédsko, Severní Amerika, Argentina, Brazílie, Velká Británie, Irsko, Portugalsko, Ukrajina, Polsko, Rusko, Indie), intenzivní semináře, tzv. satsangy, kde podporuje účastníky v hledání přímé zkušenosti pravdy. Jeho styl je přímý, jasný, soucitný a často vtipný. Mnoho jeho následovníků sleduje jeho satsangy prostřednictvím internetového serveru YouTube.
Do roku 2011 žil v Brixtonu v Londýně, nyní žije v Portugalsku, v ášramu Monte Sahaja v regionu Alentejo.

### Rodina
Jeho bratr Peter Moo-Young je reprezentantem Jamajky ve stolním tenisu. Jeho sestra Cherry Groce, která mu v začátcích velmi pomáhala, byla omylem zastřelena policií při razii v Brixtonu v roce 1985. Jeho starší syn zemřel na zápal plic.

## Dílo

### Diskografie (alba)
- 2010 Mooji Reads Selected Verses from the Avadhuta Gita (Mooji Media)
- 2013 This Is Not Your Job, This Is Your Joy (Mooji)
- 2016 Double Agent (KRAM Records)